# Condylocarpon guyanense
Condylocarpon guyanense là một loài thực vật có hoa trong họ La bố ma. Loài này được Desf. mô tả khoa học đầu tiên năm 1822.